# النوم والتمثيل الغذائي
النوم مهم في تنظيم عملية التمثيل الغائي. يمكن تقسيم نوم الثديات إلى مرحلتين متميزتين - نوم حركة العين السريعة (REM) ونوم حركة العين غير السريعة (non-REM). في البشر والقطط، يتضمن نوم حركة العين غير السريعة أربع مراحل، تعتبر المرحلتين الثالثة والرابعة منها مرحلة نوم الموجة البطيئة (SWS) وهي مرحلة النوم العميق حيث يكون التمثيل الغذائي أقل نشاطًا.
يتضمن التمثيل الغذائي عمليتين حيويتينتحدثان في الكائنات الحية. الأولى تُسمى بالابتناء، الذي يشير إلى تراكم الجزيئات، والأخيرة تسمى بالهدم، وهو انهيار الجزيئات. هاتان العمليتان تعملان على تنظيم كمية الطاقة التي يستخدمها الجسم للحفاظ على نفسه. خلال مرحلة نوم حركة العين غير السريعة، ينخفض كلاً من معدل التمثيل الغذائي الأساسي وحرارة الدماغ للتعامل مع الأضرار التي قد تحدث أثناء اليقظة.

## التمثيل الغذائي العادي
بعد تناول الطعام، يفرز البنكرياس الإنسولين ويبعث الإنسولين بدوره إشارات إلى العضلات والخلايا الدهنية لامتصاص الجلوكوز من الطعام. نتيجة لذلك، تعود مستويات سكر الدم إلى طبيعتها.

## اضطراب النوم ومرض السكري من النوع الثاني
مقاومة الإنسولين
لا يبعث الإنسولين وهو في مستوياته الطبيعية إشارات إلى العضلات والخلاية الدهنية لامتصاص الجلوكوز. في الطبيعي، عندما ترتفع مستويات الجلوكوز، يستجيب البنكرياس عن طريق إفراز الإنسولين وبالتالي ينخفض مستوى سكر الدم بسرعة. لذلك، نقص الإنسولين يمكن أن يؤدي إلى الإصابة بمرض السكري من النوع الثاني.
فقدان النوم يمكن أن يؤثرعلى وظائف التمثيل الغذائي الأساسية لتخزين الكربوهيدرات وتنظيم الهرمونات. حيث أن انخفاض ساعات النوم من ثماني ساعات إلى أربع ساعات يُضعف تحمل الجلوكوز ووظيفة الغدد الصماء. تابع باحثون من المركز الطبي لجامعة شيكاغو 11 شابًا يتمتعون بصحة جيدة لمدة 16 ليلة متتالية. في الثلاث ليالي الأولى، نام الشباب لمدة ال8 ساعات الأساسية. في الست ليالي التالية، ناموا لمدة 4 ساعات. وفي أخر سبع ليالي، قضوا 12 ساعة في السرير. وكانوا جميعهم يتبعون النظام الغذائي نفسه. وجد الباحثون تغيرات في عملية أيض الكربوهيدرات تشبه تلك التي في مرضى السكري من النوع الثاني. فعندما حُرم المشاركين من النوم، استغرقوا وقت أطول من المعتاد بنسبة 40% لتنظيم مستويات سكر الدم بعد تناول وجبة عالية الكربوهيدرات حيث انخفض كلاً من مستوى إفراز الإنسولين واستجابة الجسم للإنسولين بنسبة 30%. كذلك، اضطراب النوم يتسبب في اضطراب في إنتاج الهرمونات حيث يُقلل إفراز هرمونات الغدة الدرقية ويُزيد مستويات الكورتيزول في الدم. قالب:Mcn
وتبين أيضًا أن هؤلاء الشباب الأصحاء كانوا أقل حساسية للإنسولين بنسبة 25٪ عندما حُرموا من بلوغ مرحلة نوم الموجة البطيئة لثلاث ليال حيث كانوا بحاجة للمزيد من الإنسولين للتخلص من كمية الجلوكوزنفسها. في هذه الحالة، إذا لم يطلق الجسم المزيد من الإنسولين لتعويض الفارق، ستزداد مستويات السكر في الدم. هذا يشبه حالة ضعف تحمل الجلوكوز الذي يمكن أن يؤدي إلى مرض السكري من النوع الثاني.قالب:Mcn

## اضطراب النوم والتحكم في الشهية
النوم يلعب دورًا حيويًا في تنظيم عملية التمثيل الغذائي والشهية. عندما يضطرب النوم، يكون نظام التمثيل الغذائي غير متوازن، مما سيؤثر في النهاية على الخيارات الغذائية التي يتخذها الناس. فالمراهقون الذين يضطرب نومهم يشتهون المزيد من الكربوهيدرات. لذلك، اضطراب النوم هو أحد عوامل خطر التعرض للسمنة بين الشباب.قالب:Mcn
هناك هرمونان مهمان للتحكم في الشهية وهما: لبتين وجريلين. لبتين هو هرمون ينتجه النسيج الدهني ويعمل على تثبيط الشهية وزيادة استهلاك الطاقة. أما جريلين فهو هرمون يُنتج من المعدة ويعمل على زيادة الشهية وتقليل استهلاك الطاقة. اضطراب النوم يمكن أن يؤدي إلى انخفاض في مستوى اللبتين بنسبة 19%. فعندما حُرم أفراد من النوم في ليلتين متتاليتين (4 ساعات في كل ليلة) وحصلوا على تعويض عن النوم في الليلتين التاليتين (10 ساعات في كل ليلة)، انخفضت مستويات اللبتين بنسبة 18% وزادت مستويات الجريلين بنسبة 28%. وبالتالي، زاد مستوى الجوع بنسبة 23%، وذلك على الأرجح يرجع إلى انخفاض مستوى اللبتين. كما فضل هؤلاء الأفراد الأطعمة عالية الكربوهيدرات (الحلويات والأطعمة المالحة والنشويات) وارتفعت نسبة الرغبة في تناول الأطعمة المالحة بنسبة 45%. لذلك، يمكن لاضطراب النوم أن يقود الأشخاص إلى تناول الطعام من أجل الحاجة العاطفية/النفسية بدلاً من تناوله من أجل حاجة الجسم للسعرات الحرارية.
كان الحرمان المزمن من النوم (أقل من 8 ساعات من النوم) مرتبطًا بزيادة في مؤشر كتلة الجسم (BMI). في دراسة أُجريت في ولاية ويسكونسن عن النوم على 1024 مريض، أظهرت فترات النوم الأقصر وجود انخفاض في مستويات اللبتين وارتفاع في مستويات الجريلين. وفي دراسة أجريت على 3000 مريض، تبين أن الرجال والنساء الذين ينامون أقل من 5 ساعات يرتفع عندهم مؤشر كتلة الجسم (BMI). وفي دراسة أخرى تبعت حوالي 70.000 امرأة لمدة 16 عامًا،  كان هناك زيادة ملحوظة في وزن جسم أولئك الذين ناموا 5 ساعات أو أقل مقارنة بمن ناموا 7 إلى 8 ساعات.
ومع انخفاض وقت النوم مع مرور الوقت من الخمسينات إلى الألفية من حوالي 8.5 ساعة إلى 6.5 ساعة، كانت هناك زيادة في انتشار السمنة بنسبة تتراوح ما بين حوالي 10٪ إلى حوالي 23٪.